# Marra Lanot
Marra Patricia Lanot y Licad, más conocida como Marra Lanot (Manila, 17 de marzo de 1944) es una poetisa, periodista y profesora filipina que escribe principalmente en inglés y tagalo, pero también en español. Además de sus trabajos literarios propiamente dichos, también escribe guiones para televisión (Antigo, Misis…). Es profesora de la Universidad de Filipinas, donde ella misma estudió. Recibió en 2024 el Premio José Rizal de las Letras Filipinas.

## Biografía
Aunque el español no es su lengua materna, lo estudió en la Universidad, lo ha utilizado desde joven para traducir al inglés y su gusto por él fue creciendo con los años. Hoy es una lengua que domina, gracias a su trabajo e interés por ella y a haber residido en México. Varios de sus libros incluyen creaciones en español.
Marra Lanot, hija de Serafín Lanot, también poeta, sintió fascinación por la literatura y su poder de ensoñación y riqueza interior desde la infancia.
Sus obras poseen un notable carácter tanto feminista como social. Aparte de su dedicación creativa, participa activamente en numerosos foros, así como en festivales poéticos. Ha escrito para varios medios, entre ellos el Manila Chronicle, donde lo hizo en la sección en español "Crónica de Manila", desde 1994 a 1997.

## Obras con contenido original en español (selección)
- 2000. La danza de la bruja y otros poemas en filipino y español.[7]
- 2001. Lo último de Filipinas. Antología poética.
- 2008. Cabalgando la luna llena y otros poemas en filipino y español.

## Otras obras
- 1967. Sheaves of things burning.
- 1970. Flowers of the sun.
- 1981. Passion & Compassion.